# Classe Leninec
La classe Leninec, anche detta classe L o Serie II, fu una classe di sommergibili della Marina militare sovietica, composta da 24 unità (più una venticinquesima mai completata) entrate in servizio tra i primi anni 1930 e i primi anni 1940.
Seconda classe di sommergibili progettata in Unione Sovietica, i Leninec erano una versione aggiornata dei precedenti battelli classe Dekabrist tramite una serie di migliorie tecniche ricavate dall'analisi di un sommergibile britannico recuperato dalle acque del Mar Baltico dopo essere stato affondato nel corso della guerra civile russa. Inizialmente intesi come posamine, furono poi modificati per operare anche come unità d'attacco.
I Leninec furono assegnati a tutte e quattro le principali flotte dell'Unione Sovietica, venendo ampiamente impiegati nel corso della seconda guerra mondiale; tra gli eventi più significativi che li riguardarono, il sommergibile L-3 si rese protagonista, il 16 aprile 1945, dell'affondamento del mercantile tedesco Goya carico di rifugiati in fuga dalla Prussia Orientale, uno dei peggiori disastri navali della guerra. Sei battelli della classe furono perduti per cause belliche nel corso del conflitto, i restanti furono radiati dal servizio e demoliti verso la fine degli anni 1950.

## Caratteristiche
Il progetto dei Leninec prese avvio alla fine degli anni 1920 nell'ambito dei primi piani di ricostruzione della flotta sovietica, uscita semidistrutta dalla lunga guerra civile russa. Le nuove unità dovevano rappresentare una versione migliorata dei precedenti sommergibili classe Dekabrist (la prima classe di sommergibili progettata in Unione Sovietica dopo la guerra civile), ma un grosso aiuto nella progettazione delle nuove unità e nello sviluppo di nuove tecniche costruttive fu dato dal recupero nelle acque russe del sommergibile britannico HMS L55, unità della classe L della prima guerra mondiale finita affondata nel Golfo di Kopor'e durante la campagna britannica nel mar Baltico; l'analisi dello scafo dell'unità britannica, riportata a galla nel 1928 e rimessa in servizio dai sovietici, suggerì una serie di migliorie poi implementate sui Leninec, consentendo di risolvere molti dei problemi tecnici che affliggevano i Dekabrist.
I Leninec erano sommergibili a doppio scafo parziale, realizzati in quattro serie distinte dalle caratteristiche leggermente diverse le une dalle altre a mano a mano che nuove migliorie venivano aggiunte al progetto iniziale. Le unità del primo gruppo avevano uno scafo lungo 77,9 metri e un dislocamento in emersione di 1.040 o 1.056 tonnellate, che saliva a 1.335 o 1.356 tonnellate con il battello in immersione; le unità dei gruppi successivi avevano uno scafo più lungo (81 metri) e un dislocamento aumentato a 1.219 tonnellate in emersione e 1.574 tonnellate in immersione. La profondità massima di collaudo raggiungibile era di 75 metri, ma i tempi di immersione erano piuttosto lunghi, aggirandosi sui tre minuti per le unità del primo gruppo; l'equipaggio ammontava a 53 tra ufficiali e marinai.
Il sistema propulsivo, migliorato sulle unità del terzo e quarto gruppo, si basava su due otori diesel da 2.600 hp per la navigazione in emersione e due motori elettrici da 1.250 hp per la navigazione in immersione. La velocità massima per le unità del primo gruppo si aggirava sui 14 nodi in superficie e sui 9 nodi in immersione; l'autonomia ammontava a 7.400 miglia a 9 nodi in superficie e 154 miglia a 4 nodi in immersione.
Inizialmente i Leninec dovevano essere intesi unicamente come battelli posamine, ma dopo consultazioni con comandanti di sommergibili e ingegneri navali si decise di installare anche un armamento silurante e di artiglieria di tutto rispetto, facendone così delle unità polivalenti impiegabili anche nell'attacco diretto al traffico di superficie. Il sistema di posa delle mine si basava su due lunghi tubi installati all'interno dello scafo resistente, capaci di ospitare e rilasciare 14 o 20 mine navali; l'armamento silurante si basava su sei tubi lanciasiluri da 533 mm fissi a prua con una scorta di 12 siluri, mentre l'armamento di artiglieria si basava su un cannone da 100 mm antinave installato su una sovrastruttura sul ponte e un cannone da 45 mm antiaereo sulla torretta.

## Unità

### Primo gruppo
| Nome             | Impostazione     | Cantiere                    | Varo             | Entrata in servizio | Destino finale |
| ---------------- | ---------------- | --------------------------- | ---------------- | ------------------- | --- |
| L-1 Leninec      | 6 settembre 1929 | Baltiysky Zavod, Leningrado | 28 febbraio 1931 | 22 ottobre 1933     | assegnato alla Flotta del Baltico; radiato dal servizio per obsolescenza nell'agosto 1941, lo scafo fu affondato l'8 novembre 1941 a Leningrado dal fuoco dell'artiglieria tedesca ma fu recuperato nel 1944 e poi demolito nel 1949 |
| L-2 Stalinec     | 6 settembre 1929 | Baltiysky Zavod, Leningrado | 21 maggio 1931   | 24 ottobre 1933     | assegnato alla Flotta del Baltico; affondato il 15 novembre 1941 dopo aver urtato tre mine al largo dell'isola estone di Keri |
| L-3 Frunzenec    | 6 settembre 1929 | Baltiysky Zavod, Leningrado | 8 luglio 1931    | 5 novembre 1933     | assegnato alla Flotta del Baltico; ritirato dal servizio il 17 agosto 1953 e avviato alla demolizione |
| L-4 Garibal'diec | 15 marzo 1930    | Marti, Nikolaev             | 31 agosto 1931   | 8 ottobre 1933      | assegnato alla Flotta del Mar Nero; radiato dal servizio il 2 novembre 1954 e avviato alla demolizione nel febbraio 1956 |
| L-5 Čartist      | 15 marzo 1930    | Marti, Nikolaev             | 5 giugno 1932    | 30 ottobre 1933     | assegnato alla Flotta del Mar Nero; ritirato dal servizio attivo il 29 dicembre 1955 e avviato alla demolizione |
| L-6 Karbonarij   | 15 aprile 1930   | Marti, Nikolaev             | 3 novembre 1932  | 9 maggio 1935       | assegnato alla Flotta del Mar Nero; affondato il 15 aprile 1944 dal cacciasommergibili tedesco UJ 104 al largo del porto di Costanza                                                                                                 |

### Secondo gruppo
| Nome            | Impostazione   | Cantiere                                                                 | Varo              | Entrata in servizio | Destino finale                                                                                    |
| --------------- | -------------- | ------------------------------------------------------------------------ | ----------------- | ------------------- | ------------------------------------------------------------------------------------------------- |
| L-7 Vorošilovec | 10 aprile 1934 | Baltiysky Zavod, Leningrado e Dalzavod, Vladivostok                      | 15 maggio 1935    | 10 dicembre 1936    | assegnato alla Flotta del Pacifico; radiato dal servizio nel 1956 e poi demolito                  |
| L-8 Dzeržinec   | 10 aprile 1934 | Baltiysky Zavod, Leningrado e Dalzavod, Vladivostok                      | 10 settembre 1935 | 29 dicembre 1936    | assegnato alla Flotta del Pacifico; radiato dal servizio alla fine degli anni 1950 e poi demolito |
| L-9 Kirovec     | 10 giugno 1934 | Baltiysky Zavod, Leningrado e Dalzavod, Vladivostok                      | 25 agosto 1935    | 29 dicembre 1936    | assegnato alla Flotta del Pacifico; radiato dal servizio alla fine degli anni 1950 e poi demolito |
| L-10 Menžinec   | 10 giugno 1934 | Marti, Nikolaev e Zavod imeni Leninskogo Komsomola, Komsomol'sk-na-Amure | 18 dicembre 1936  | 17 dicembre 1937    | assegnato alla Flotta del Pacifico; radiato dal servizio alla fine degli anni 1950 e poi demolito |
| L-11 Sverdlovec | 10 giugno 1934 | Marti, Nikolaev e Zavod imeni Leninskogo Komsomola, Komsomol'sk-na-Amure | 4 dicembre 1936   | 5 novembre 1938     | assegnato alla Flotta del Pacifico; radiato dal servizio alla fine degli anni 1950 e poi demolito |
| L-12 Molotovec  | 10 giugno 1934 | Marti, Nikolaev e Zavod imeni Leninskogo Komsomola, Komsomol'sk-na-Amure | 7 novembre 1936   | 9 dicembre 1938     | assegnato alla Flotta del Pacifico; radiato dal servizio alla fine degli anni 1950 e poi demolito |

### Terzo gruppo
| Nome | Impostazione     | Cantiere                                             | Varo             | Entrata in servizio | Destino finale |
| ---- | ---------------- | ---------------------------------------------------- | ---------------- | ------------------- | --- |
| L-13 | 25 aprile 1935   | Baltiysky Zavod, Leningrado e Dalzavod, Vladivostok  | 2 agosto 1936    | 2 ottobre 1938      | assegnato alla Flotta del Pacifico; radiato dal servizio nel 1956 e poi demolito |
| L-14 | 25 aprile 1935   | Baltiysky Zavod , Leningrado e Dalzavod, Vladivostok | 20 dicembre 1936 | 10 ottobre 1938     | assegnato alla Flotta del Pacifico; radiato dal servizio alla fine degli anni 1950 e poi demolito |
| L-15 | 5 novembre 1935  | Baltiysky Zavod, Leningrado e Dalzavod, Vladivostok  | 26 dicembre 1936 | 6 novembre 1938     | assegnato alla Flotta del Pacifico e poi alla Flotta del Nord; radiato dal servizio alla fine degli anni 1950 e poi demolito |
| L-16 | 5 novembre 1935  | Marti, Nikolaev e Dalzavod, Vladivostok              | 9 luglio 1937    | 9 dicembre 1938     | assegnato alla Flotta del Pacifico; salpato da Vladivostok nel settembre 1942 per trasferirsi via Canale di Panama a Murmansk in forza alla Flotta del Nord, fu affondato per errore dal sommergibile giapponese I-25 al largo delle coste dello Stato di Washington l'11 ottobre 1942 |
| L-17 | 25 gennaio 1936  | Marti, Nikolaev e Dalzavod, Vladivostok              | 5 novembre 1937  | 5 giugno 1939       | assegnato alla Flotta del Pacifico; radiato dal servizio alla fine degli anni 1950 e poi demolito |
| L-18 | 30 dicembre 1935 | Baltiysky Zavod, Leningrado e Dalzavod, Vladivostok  | 12 maggio 1938   | 10 ottobre 1939     | assegnato alla Flotta del Pacifico; radiato dal servizio alla fine degli anni 1950 e poi demolito |
| L-19 | 26 dicembre 1935 | Marti, Nikolaev e Dalzavod, Vladivostok              | 25 maggio 1938   | 4 novembre 1939     | assegnato alla Flotta del Pacifico; perso in mare per cause sconosciute il 24 agosto 1945, probabilmente caduto vittima di una mina nello Stretto di La Pérouse |

### Quarto gruppo
| Nome | Impostazione    | Cantiere                    | Varo              | Entrata in servizio     | Destino finale |
| ---- | --------------- | --------------------------- | ----------------- | ----------------------- | --- |
| L-20 | 10 giugno 1938  | Baltiysky Zavod, Leningrado | 14 aprile 1940    | 28 agosto 1942          | assegnato alla Flotta del Nord; radiato dal servizio alla fine degli anni 1950 e poi demolito |
| L-21 | 10 giugno 1938  | Baltiysky Zavod, Leningrado | 14 luglio 1940    | 31 agosto 1943          | assegnato alla Flotta del Baltico; affondato in un attacco aereo tedesco a Leningrado il 24 maggio 1942 prima del completamento, poi recuperato e ripristinato; radiato dal servizio alla fine degli anni 1950 e poi demolito |
| L-22 | 4 dicembre 1938 | Baltiysky Zavod, Leningrado | 23 settembre 1939 | 28 agosto 1942          | assegnato alla Flotta del Nord; radiato dal servizio alla fine degli anni 1950 e poi demolito |
| L-23 | 17 luglio 1938  | Marti, Nikolaev             | 29 aprile 1940    | 31 ottobre 1941         | assegnato alla Flotta del Mar Nero; perduto in mare il 17 gennaio 1944, probabilmente caduto vittima del cacciasommergibili tedesco UJ 106 al largo della Penisola di Tarchankut                                              |
| L-24 | 28 gennaio 1938 | Marti, Nikolaev             | 17 dicembre 1940  | 29 aprile 1942          | assegnato alla Flotta del Mar Nero; perduto in mare tra il 14 e il 29 dicembre 1942 al largo di Šabla in Bulgaria, probabilmente caduto vittima di una mina                                                                   |
| L-25 | 23 ottobre 1938 | Marti, Nikolaev             | 26 febbraio 1941  | mai entrato in servizio | evacuato ancora incompleto da Nikolaev a Tuapse ma mai completato; affondato il 18 dicembre 1944 mentre, ancora incompleto, veniva trainato da Tuapse a Sebastopoli                                                           |